# 전국과학전람회
전국과학전람회는 대한민국의 과학기술진흥과 국민생활의 과학화를 촉진하기 위하여, 과학기술정보통신부에서 주최하고 국립중앙과학관이 주관하고 있으며, 매년 개최하는 전국대회이며 자연현상이나 과학원리에 대한 장기간의 실험실습을 통한 심도있는 연구 작품을 대상으로 하는 과학경진대회로서 1957~현재까지의 자료를 데이터베이스로 구축해 놓고 있다.

## 자료
- 과학기술처/과학기술부,《과학기술연감》
- 국립중앙과학관,《과학관연감》
- 국가기록원 나라기록 - 전국과학전람회[깨진 링크(과거 내용 찾기)]
- 국립중앙과학관 - 전국과학전람회
- 제57회 전국과학전람회 개최요강(안)